# Wirtschaftsbahn Eger
| Der ehemalige Bahnhof Keselyőbérc (2014) |                     |                                      |                                      |
| Streckenlänge: | 9,2 km              |                                      |                                      |
| Spurweite: | 600 mm (Schmalspur) |                                      |                                      |
| Streckengeschwindigkeit: | 15 km/h             |                                      |                                      |
| |                     |                                      |                                      |
| \| \| 0,0 \| Töviskes \| Töviskes \| \| \| \| Eger-patak \| \| \| \| 3,0 \| Cinege \| Cinege \| \| \| 3,0 \| Csurgó \| Csurgó \| \| \| \| Eger-patak \| \| \| \| \| von Eger \| \| \| \| 4,1 \| Almár rakodó (ab 1958) \| Almár rakodó (ab 1958) \| \| \| 5,0 \| Ladestelle (bis 1928) \| Ladestelle (bis 1928) \| \| \| \| Eger-patak \| \| \| \| 5,0 \| Almár elő \| Almár elő \| \| \| \| Almár (bis 1940 Felnémet-Bányatelep) \| \| \| \| \| nach Putnok \| \| \| \| \| Almár-patak (35 m) \| \| \| \| 6,0 \| Pirittyó \| Pirittyó \| \| \| 7,0 \| Villóforrás (ehem. Villóbérc) \| Villóforrás (ehem. Villóbérc) \| \| \| \| Almár-patak (4 m) \| \| \| \| 9,0 \| Verőforrás \| Verőforrás \| \| \| 9,2 \| Keselyőbérc \| Keselyőbérc \| |                     |                                      |                                      |
| Kopfbahnhof Streckenanfang (Strecke außer Betrieb) | 0,0                 | Töviskes                             | Töviskes                             |
| Brücke über Wasserlauf (Strecke außer Betrieb) |                     | Eger-patak                           | Eger-patak                           |
| Haltepunkt / Haltestelle (Strecke außer Betrieb) | 3,0                 | Cinege                               | Cinege                               |
| Haltepunkt / Haltestelle (Strecke außer Betrieb) | 3,0                 | Csurgó                               | Csurgó                               |
| Brücke über Wasserlauf (Strecke außer Betrieb) |                     | Eger-patak                           | Eger-patak                           |
| Strecke quer · Strecke von rechts |                     | von Eger                             | von Eger                             |
| ehemaliger Dienststation / Betriebs- oder Güterbahnhof · Dienststation / Betriebs- oder Güterbahnhof (Strecke außer Betrieb) | 4,1                 | Almár rakodó (ab 1958)               | Almár rakodó (ab 1958)               |
| Dienststation / Betriebs- oder Güterbahnhof (Strecke außer Betrieb) | 5,0                 | Ladestelle (bis 1928)                | Ladestelle (bis 1928)                |
| Brücke über Wasserlauf (Strecke außer Betrieb) |                     | Eger-patak                           | Eger-patak                           |
| Haltepunkt / Haltestelle (Strecke außer Betrieb) | 5,0                 | Almár elő                            | Almár elő                            |
| Haltepunkt / Haltestelle · Strecke (außer Betrieb) |                     | Almár (bis 1940 Felnémet-Bányatelep) | Almár (bis 1940 Felnémet-Bányatelep) |
| Strecke quer · Strecke nach rechts |                     | nach Putnok                          | nach Putnok                          |
| Brücke über Wasserlauf (Strecke außer Betrieb) |                     | Almár-patak (35 m)                   | Almár-patak (35 m)                   |
| Haltepunkt / Haltestelle (Strecke außer Betrieb) | 6,0                 | Pirittyó                             | Pirittyó                             |
| Haltepunkt / Haltestelle (Strecke außer Betrieb) | 7,0                 | Villóforrás (ehem. Villóbérc)        | Villóforrás (ehem. Villóbérc)        |
| Brücke über Wasserlauf (Strecke außer Betrieb) |                     | Almár-patak (4 m)                    | Almár-patak (4 m)                    |
| Haltepunkt / Haltestelle (Strecke außer Betrieb) | 9,0                 | Verőforrás                           | Verőforrás                           |
| Kopfbahnhof Streckenende (Strecke außer Betrieb) | 9,2                 | Keselyőbérc                          | Keselyőbérc                          |

Die Wirtschaftsbahn Eger war eine als Bergwerksbahn erbaute Schmalspurbahn mit einer Spurweite von 600 mm in der Nähe der Stadt Eger in Ungarn. Ab 1970 wurde sie als Pioniereisenbahn auch zur Personenbeförderung betrieben, jedoch 1976 stillgelegt.

## Geschichte

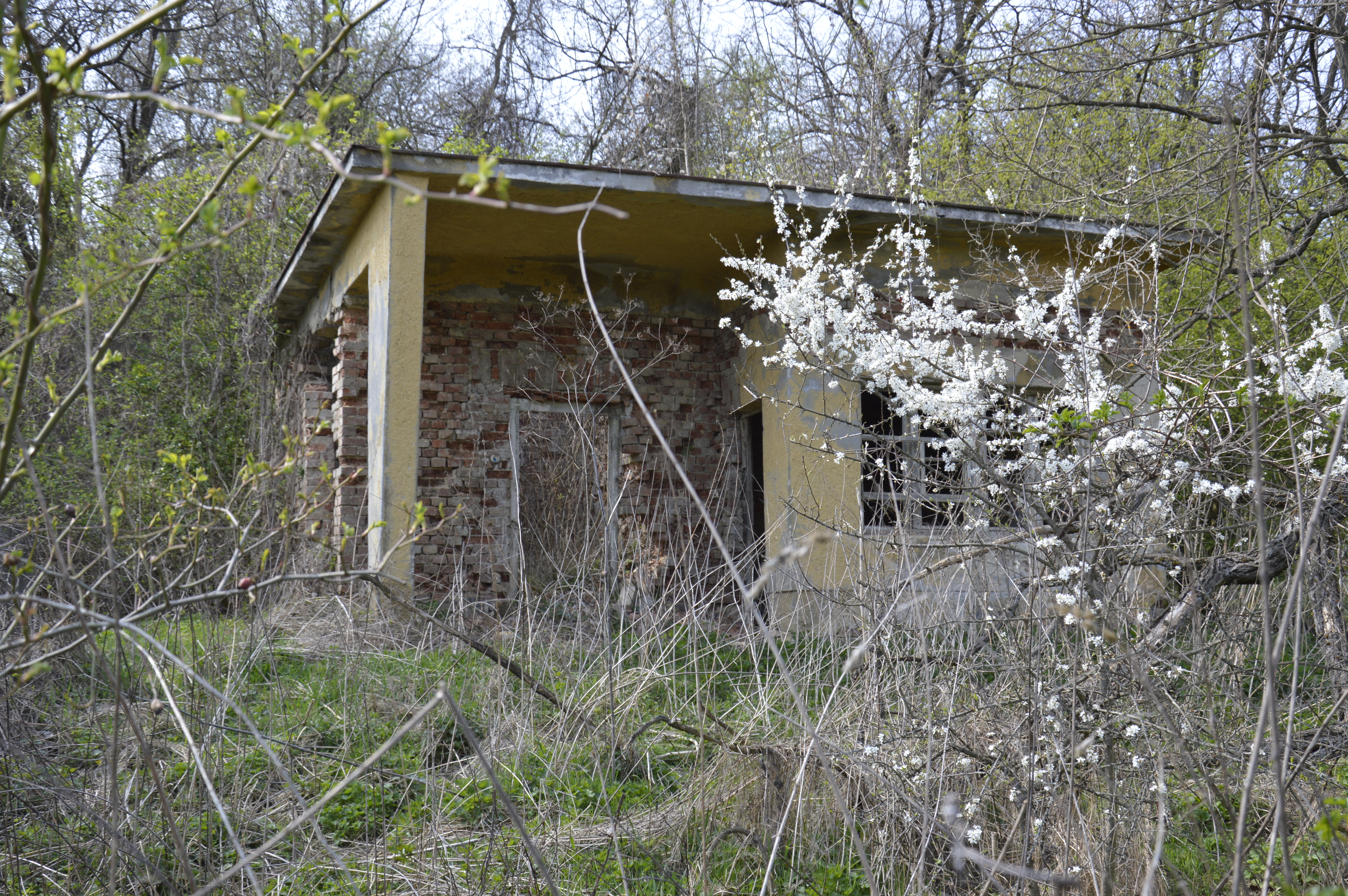
Stellwerk des Bahnhofs Keselyőbérc (2014)

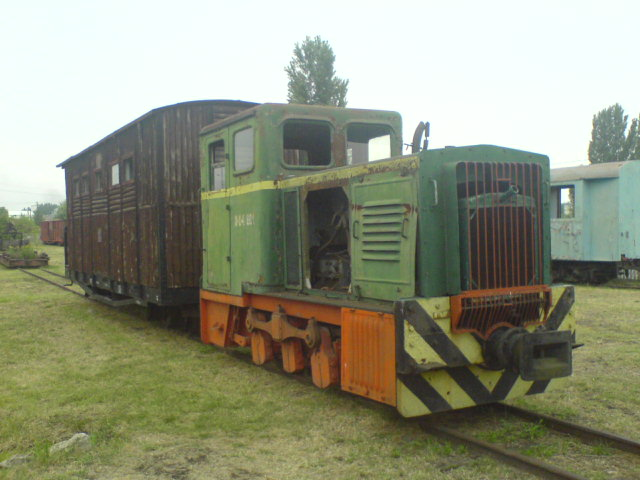
L60 der Wirtschaftsbahn Eger in Kecskemét (2007)

Im Februar 1921 gründete sich die Bergbaugesellschaft Érseki Bánya és Ipartelepek Rt., die nach Braunkohlevorkommen in der Nähe von Eger suchte. Etwa zwei Kilometer südwestlich der Gemeinde Szarvaskő wurde der St.-Johann-Stollen aufgefahren. Für den Abtransport des Abbaus sollte eine Schmalspurbahn gebaut werden, die einen Anschluss zur Bahnstrecke Eger–Putnok herstellt. Ende 1922 wurde die etwa 5,5 km lange Strecke zwischen dem Bergwerk und der Ladestelle in Betrieb genommen. An dieser konnten die Güter zwischen der Schmal- und der Normalspurbahn umgeladen werden; der dortige Stellwerkswärter der ungarischen Staatsbahn MÁV wurde auf Kosten der Bergbaugesellschaft beschäftigt. 1924 wurde zudem an der Normalspurbahn der Haltepunkt Felnémet-Bányatelep (ab 1940 Almár) in der Nähe der Ladestelle eingerichtet. 1928 wurde das Bergwerk aufgegeben und die Érseki Bánya és Ipartelepek Rt. stellte den Betrieb der Bergwerksbahn ein, woraufhin die Gleise abgebaut wurden.
Im Jahr 1957 wurde bei Bohrungen festgestellt, dass sich in der Nähe des ehemaligen Bergwerkes noch immer Kohlevorkommen befinden. Sie sollten nach dem Abbau nach Eger und Felnémet als Heizmaterial transportiert werden. Dabei erwies sich die Wiederherstellung der alten Bergwerksbahn wirtschaftlicher als der Bau einer Straße in das bergige Gelände. Für den Umschlag auf die Normalspurbahn wurde zunächst eine Ladestelle am Bahnhof Felnémet geplant, bei der zugleich Güter der dort endenden Waldbahn Felsőtárkány hätten umgeladen werden können. Schließlich wurde die Ladestelle jedoch in der Nähe des alten Standorts als Almár rakodó eingerichtet. Zu den baulichen Anlagen gehörten ein Stellwerk sowie eine Umladebrücke. Außerdem wurde die Strecke um etwa vier Kilometer bis an die Stadtgrenze von Eger heran verlängert. Der Endbahnhof wurde später um einen Lokschuppen mit Werkstatt sowie Betriebs- und Sozialräumen erweitert. Am 21. Dezember 1958 konnte der erste Kohlezug auf der nun als Wirtschaftsbahn (ungarisch Gazdasági vasút) geführten Strecke verkehren. Am 1. April 1960 wurde die Strecke an die MÁV-Direktion Miskolc übertragen. Neben den Montangütern wurden auch Arbeiter mit der Wirtschaftsbahn transportiert. Da die Strecke jedoch ein starkes Gefälle aufwies und die Fahrzeuge nur über Hand-, nicht jedoch Druckluftbremsen verfügten, wurde von einem vom Stadtrat Eger geforderten öffentlichen Personenverkehr abgesehen.
Die 1957 geschätzte tägliche Fördermenge von 300 Tonnen Kohle konnte in keinem Jahr erreicht werden, sodass der Kohleabbau am 1. Juli 1967 eingestellt wurde; die Wirtschaftsbahn verkehrte noch bis zum 31. Juli. Zum 1. August 1967 übergab die MÁV die Bahn mit ihren Anlagen – mit Ausnahme der Ladestelle Almár rakodó – an die Stadt Eger, die diese nun auch zur Beförderung von Touristen und Urlaubern nutzen wollte. Zudem wurde in der Nähe der ehemaligen Kohlebergwerke Kies abgebaut, der mit der Bahn nach Eger transportiert werden sollte. Der Fahrplan vom Mai 1969 weist zwei Personenzugpaare an Werktagen und drei Zugpaare an Wochenenden auf. 1970 wurde am Endbahnhof Keselyőbérc ein Pionierlager eröffnet; ab dieser Zeit fungierte die Bahn auch als Pioniereisenbahn, bei der Kinder und Jugendliche am Bahnbetrieb mitwirken.
Wegen dringend notwendigen Sanierungsmaßnahmen verkehrten im Sommer 1976 letztmals Personenzüge; das Pionierlager wurde nach Ausbau einer Straße mit Bussen bedient. Auch der Kiesabbau fand nur mit Unterbrechungen statt. Die Ladestelle Almár rakodó wurde aufgelassen und zurückgebaut. Da die Stadt das Geld für eine Instandsetzung der Strecke nicht bereitstellen konnte, wurde 1978 die Strecke stillgelegt und abgebaut. Das Gleismaterial wurde von der Mátrabahn übernommen. Die bereits im Jahr 1922 beim Brückenbau entdeckten Ruinen eines Paulinerklosters bei Almár konnten erst ab 1978 nach Abtragung des Bahndammes ausgegraben werden.

## Streckenverlauf
Die Strecke begann am St.-Johann-Stollen, in dessen Nähe sich später das Pionierlager mit dem Bahnhof Keselyőbérc befand, etwa zwei Kilometer südwestlich der Gemeinde Szarvaskő und führte zunächst entlang des Baches Almár in südöstlicher Richtung durch den Wald. Diesen überquerte sie zweimal auf einer Brücke, wovon eine 35 Meter lang und zehn Meter hoch war. In der Nähe des Haltepunktes Almár an der Bahnstrecke Eger–Putnok verließ sie den Wald und verlief über einen Kilometer parallel zu dieser. Dann überquerte sie den Bach Eger und verlief sehr häusernah durch den Stadtteil Felnémet und anschließend über ein Feld bis zum nördlichen Stadtrand von Eger, wo sie vor Erreichen des Endbahnhofs Töviskes noch einmal den Eger-Bach überquerte.
An beiden Endbahnhöfen sind noch einige Hochbauten vorhanden; die innerstädtische Trasse ist mit Grundstücken überbaut oder als Radweg umgenutzt. Zwei der Eisenbahnbrücken werden noch als Fahrstraße genutzt.

## Fahrzeuge
Die erste eingesetzte Lokomotive war die in der Lokomotivfabrik Arnold Jung gebaute Dampflok „SÁNDOR“, die von der Waldbahn Királyrét stammte. Nach dem Wiederaufbau als Wirtschaftsbahn waren auf der Strecke zwei Diesellokomotiven des Typs L60 von LOWA sowie eine C-50 im Einsatz. 1961 kam eine weitere C-50 hinzu. 1962 wurden die beiden L60-Maschinen an die Waldbahnen in Lillafüred und Felsőtárkány verkauft. Ab 1962 ergänzten zwei weitere C-50 aus Sárospatak den Fahrzeugbestand. Für den Arbeiter- und späteren Personenverkehr standen vier Personenwagen zur Verfügung. Nach Stilllegung der Strecke kamen einige Fahrzeuge zur Waldbahn Felsőtárkány; zwei der Personenwagen wurden in Keselyőbérc abgestellt, wo sich ihre Überreste bis heute befinden. Eine L60 kam später nach Kecskemét, seit 2008 fährt sie bei der Waldbahn Szob–Nagybörzsöny.